# هیوان ۳۷۴۶
سیارک ۳۷۴۶ (به انگلیسی: 3746 Heyuan، نامگذاری:1964TC1) سه هزار و هفتصد و چهل و ششمین سیارک کشف شده‌است که در ۸ اکتبر ۱۹۶۴ کشف شد.
قدر مطلق سیارک برابر ۱۲٫۵۰ است.